# Pitangueiras (kommun i Brasilien, São Paulo, lat -21,01, long -48,26)
Pitangueiras är en kommun i Brasilien.   Den ligger i delstaten São Paulo, i den sydöstra delen av landet, 600 km söder om huvudstaden Brasília. Antalet invånare är 35 314. Arean är 430 kvadratkilometer.
Terrängen i Pitangueiras är platt.
Följande samhällen finns i Pitangueiras:
- Pitangueiras

Trakten runt Pitangueiras består till största delen av jordbruksmark. Runt Pitangueiras är det ganska tätbefolkat, med 96 invånare per kvadratkilometer.